# オシン・マクディアルマダ
オシン・マクディアマダ (Oisín Mac Diarmada、1978年生)はアイルランドのフィドル奏者。

## 来歴
オシン・マクディアマダは、1978年、クレア県に生まれ、同県のクラシーン（en:Crusheen）で育った。
幼い頃にフィドルを始め、8歳の時に初めてコンクールに入賞し、2年後の1988年、10歳のオシンはフラー・キョールのジュニア枠にてフィドルとデュオの二部門でオールアイルランドチャンピオンを獲得した。
1989年にオシンは一家でスライゴ県に移ると共に同県バリーモートの音楽学校に通い始め、スライゴスタイルの音楽に深く親しんでいく。
14歳の時には、クラシック音楽のピアノも始めている。
1999年、21歳のオシンはフラー・キョールでオールアイルランドチャンピオンを獲得した。
2000年、ダブリンのトリニティ・カレッジおよびアイルランド王立音楽アカデミー（RIAM：en:Royal Irish Academy of Music）を音楽専攻で卒業。
2001年、ブズーキ／ギター奏者ショーン・マクエルウェイン（Seán Mc Elwain）、バウロン奏者トリスティアン・ローゼンストック（Tristan Rosenstock）らと共に4人でティーダ（en:Téada）を結成。（2016年現在は、5人ないしシェエマス・ベグリー（Seamus Begley）が加わった6人で活動。）
2008年には、自身が主宰し兄弟コーマック（Cormac）およびモイア（Máire）も参加するイニスフリー・ケーリー・バンド（Innisfree Céilí Band）としてフラー・キョールに参加し、コノート地方北部のケーリー・バンドとして初めてシニア部門でのオールアイルランドチャンピオンを獲得した。
日本には過去に二度、2014年にティーダ（en:Téada）としての各地での公演、および、2016年にCCÉ Japanによって開催されたフェーレ（Féile）のコンペティション審査員として、来日している。
2016年現在、スライゴ県のクーラニー（en:Coolaney）在住。
様々な形での演奏活動と平行して、CCÉ（アイルランド音楽家協会）のSCT (Scrúdu Ceol Tíre) Traditional Irish Music Examinations（アイルランド伝統音楽教師認定試験）のディレクター（Director）を務める他、アイルランドの各地で数多くのワークショップもこなす。その他、CDレーベル「キョール・プロダクション」（Ceol Productions）、および、音楽企画会社「Musical Ireland」それぞれの Managementも行っている。

## ディスコグラフィー
ソロ
- Ar an bhFidil (2004年、グリーン・リネット)
- The Green Branch / An Géagán Glas (2015年、キョール・プロダクション)

シェイマス・ベグリーとの共演
- Le Chéile / Together (2012年、キョール・プロダクション)
- An Irish Christmas Soundscape (2012年、キョール・プロダクション)

ブライアン・フィッツジェラルド（Brian Fitzgerald）、マイケル・ルーニー（Michael Rooney）との共演
- Traditional Music on Fiddle, Banjo & Harp  (2000年、CIC(en:Cló Iar-Chonnacht) )

Irish Christmas in Americaとして
- Irish Christmas in America  (2012年、キョール・プロダクション)

ティーダとして
- Téada (2003年、グリーン・リネット)
- Give Us a Penny and Let Us Be Gone (2004年、グリーン・リネット)
- Inné Amárach (Yesterday Tomorrow)  (2006年、コンパス・レコード（en:Compass Records）)
- Ceol & Cuimhne(Music And Memory) (2010年、ゲール＝リン・レコード（en:Gael-Linn Records）)
- Ainneoin Na Stoirme (In Spite Of The Storm)  (2013年、キョール・プロダクション)

イニスフリー・ケーリー・バンドとして
- Music of North Connacht  (2009年、キョール・プロダクション)